# Habenaria kornasiana
Habenaria kornasiana är en orkidéart som beskrevs av Dariusz Lucjan Szlachetko. Habenaria kornasiana ingår i släktet Habenaria och familjen orkidéer. Inga underarter finns listade i Catalogue of Life.